# Alexis Tibidi (Fußballspieler, 1975)
Alexis Flavien Tibidi (* 10. Juli 1975) ist ein ehemaliger kamerunischer Fußballspieler. Sein Sohn Alexis Ronaldo Tibidi ist ebenfalls Profifußballer.
Tibidi spielte am Anfang seiner Karriere für die B-Mannschaft von UD Las Palmas. Danach war er unter anderem für Sabah FA, KSK Ronse und Arema Malang aktiv. Am 26. November 1995 absolvierte er für Kamerun gegen Gabun ein A-Länderspiel.